# Caelatoglanis zonatus
Caelatoglanis zonatus är en fiskart som beskrevs av Ng och Maurice Kottelat 2005. Caelatoglanis zonatus ingår i släktet Caelatoglanis och familjen Erethistidae. Inga underarter finns listade.